# Assedio di Kōriyama
L'assedio di Kōriyama (吉田郡山城の戦い?, Yoshida Kōriyama no tatakai) avvenne dal settembre 1540 a gennaio 1541 nei pressi di Yoshida, provincia di Aki, durante il periodo Sengoku. Amago Haruhisa, alla guida di 30 000 uomini, attaccò il castello di Kōriyama, roccaforte di Mōri Motonari che lo difese con 8 000 uomini. Quando il clan Ōuchi spedì un corpo d'aiuto guidato da Sue Harukata, gli Amago furono costretti a ritirarsi. Sebbene di solito chiamato assedio del castello di Kōriyama, o battaglia di Yoshida-Kōriyama, lo scontro fu in effetti una campagna con una serie di fasi e battaglie che durarono circa sei mesi.

## Antefatti
Alla fine del 1530 Mōri Motonari, inizialmente alleato del clan Amago (noto anche come Amako), si sganciò da quest'ultimi e si alleò con gli Ōuchi. Approfittando della crescente debolezza del clan Takeda di Aki, Motonari divenne sempre più potente nella provincia. Nel 1540 il vecchio daimyō degli Amago, Tsunehisa, si ritirò nominalmente e consegnò la guida del clan a suo nipote, Haruhisa (noto anche come Akihisa).
In quell'anno Haruhisa concepì un piano per distruggere Motonari e portare la provincia di Aki sotto il controllo degli Amago. Quando un consiglio dei servitori di Amago fu chiamato a discutere della pianificazione della campagna, quasi tutti parlarono a favore dell'attacco. Amago Hisayuki, tuttavia, considerò i rischi troppo grandi e si dichiarò contrario, ma fu deriso da Tsunehisa e marcato come un codardo. A Hisayuki fu affidato il compito di ingaggiare un alleato dei Mōri, il clan Shishido di Aki, come parte di un'operazione iniziale e concorrente della più vasta campagna degli Amago.

## La campagna Amago nella provincia di Aki
La fase iniziale della campagna iniziò nel giugno del 1540 e comportò un attacco da parte delle truppe di Amago Hisayuki, il figlio di Tsunehisa, Masahisa, e suo nipote Kunihisa nel dominio di un alleato di Motonari, il clan Shishido, con un'incursione che si dimostrò di scarso effetto se non negare ad Haruhisa e ad alcuni dei suoi più abili generali e soldati la partecipazione all'attacco al castello di Kōriyama. Ad agosto Haruhisa aveva radunato una forza di 30 000 persone e aveva lasciato la provincia di Izumo, spostandosi nelle vicinanze del castello Yoshida-Kōriyama di Motonari e stabilendo un quartier generale.
Nel frattempo Motonari aveva evacuato oltre 5 000 cittadini di Yoshida all'interno delle mura del castello di Kōriyama. Il castello stesso fu difeso da circa 2 500 soldati, quando le richieste urgenti di aiuto furono inviate agli Ōuchi della provincia di Suō. Due giorni dopo l'arrivo gli Amago lanciarono un attacco a Kōriyama che si concluse con un fallimento. Gli Amago quindi bruciarono la cittadina di Yoshida e varie altre strutture intorno a Kōriyama. Motonari rispose inviando una piccola forza selezionata per ingaggiare il nemico e poi ritirarsi. Gli Amago inseguirono questa piccola forza, solo per cadere in un'imboscata che Motonari aveva organizzato. Nel corso della lotta che ne seguì, Takahashi Mototsuna fu ucciso. In un'ulteriore azione alla fine del mese, la cosiddetta battaglia di Ikenouchi (池の内の戦い?), il generale Mōri Awaya Motoyoshi condusse una sortita fuori da Kōriyama e uccise Yubara Munetsuna.
L'11 ottobre Motonari decise di rischiare un attacco generale contro gli Amago. Kodama Narimitsu, Kunishi Motosuke e Watanabe Kayou furono guidarono un'imboscata con 500 uomini mentre Katsura Motozumi e Awaya Motozane erano a capo di altri 200 uomini. Motonari stesso guidò la parte principale dell'esercito e si scontrò direttamente con gli Amago in una feroce lotta. Le truppe di agguato emersero quindi su entrambi i lati degli Amago mettendoli in rotta. I Mōri inseguirono gli Amago fino al loro quartier generale e causarono loro danni significativi, tra cui la morte di Misawa Tameyuki.

### Il soccorso degli Ōuchi
L'esercito di soccorso degli Ōuchi, composto da 10 000 uomini guidati da Sue Harukata, partì dalla provincia di Suō a novembre, fermandosi a Miyajima a pregare per la vittoria al Santuario di Itskushima, prima di atterrare ad Aki e marciare verso il castello di Kōriyama. Arrivarono fuori Kōriyama nel dicembre del 1540, quattro mesi dopo l'inizio dell'assedio. Una serie di schermaglie seguì tra gli eserciti opposti nel mese successivo (gennaio 1541), che fu in gran parte a danno degli Amago. A quel punto la forza Amago guidata da Hisayuki che aveva minacciato il clan Shishido arrivò e venne impegnata pesantemente in un attacco a sorpresa da parte dei Mōri e Ōuchi al quartier generale degli Amago a Tenjinyama. Nell'azione che seguì Hisayuki fu ucciso da una freccia e gli Amago subirono pesanti perdite. Sulla scia di questa lotta, i servitori degli Amago, notando le scarse riserve dell'esercito e il basso morale, decisero di ritirarsi.